# Toride, Ibaraki
Toride (取手市 Toride-shi) là một thành phố thuộc tỉnh Ibaraki, Nhật Bản.